# Atlacomulco de Fabela
Atlacomulco de Fabela, eller bara Atlacomulco, är en stad i Mexiko, och administrativ huvudort i kommunen Atlacomulco i den nordvästra delen av delstaten Mexiko, i den centrala delen av landet. Staden hade 22 774 invånare vid folkräkningen 2010, och är kommunens klart största samhälle.
I Atlacomulco de Fabela finns bland annat ett välkänt spa och park, Parque Recreativo las Fuentes. Den största kyrkan är Santa María de Guadalupe-kyrkan som ligger vid stadens största torg, det så kallade Zócalo. Kring Zócalo finns även Plaza Estrella och Plaza Hidalgo, köpcentrum med barer, hotell, med mera. Staden har också ett välkänt kulturinstitut – Instituto Cultural Guillermo Colín Sánchez och en konstskola, Escuela de Bellas Artes Atlacomulco.
Atlacomulco de Fabela är döpt efter Isidro Fabela, en mexikansk politiker och professor under första halvan av 1900–talet som föddes i staden.

## Galleri

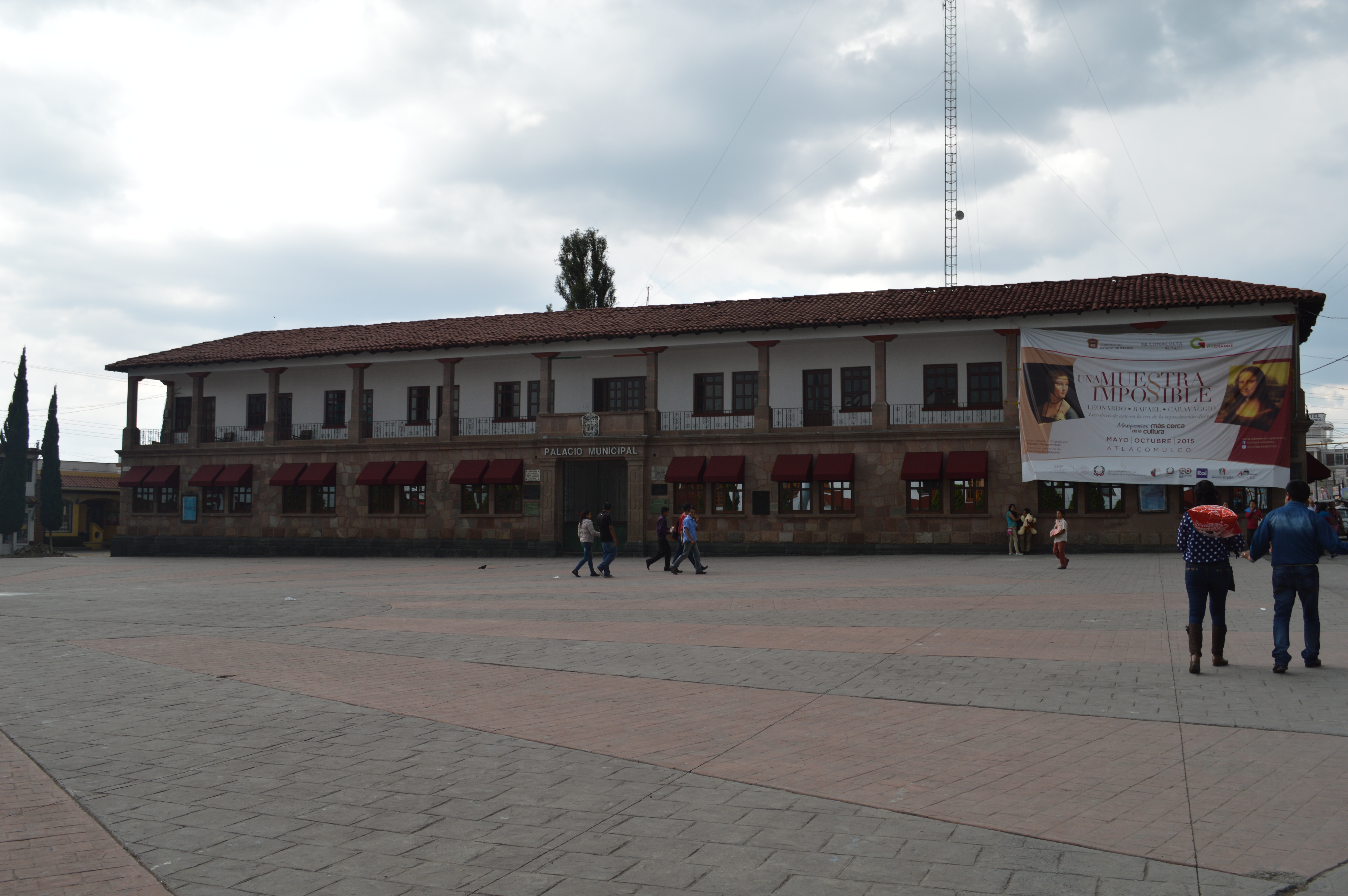
Stadshuset.
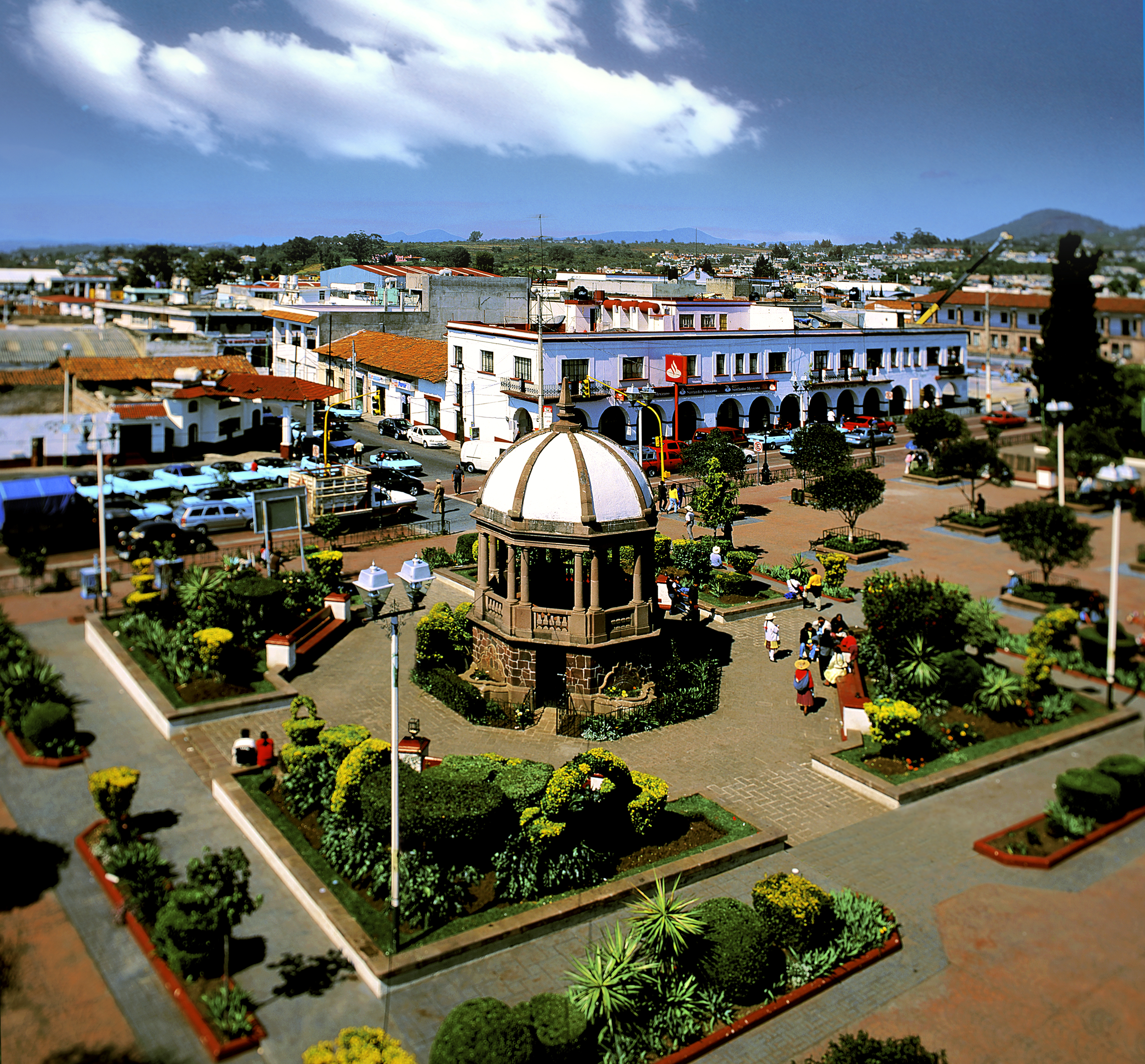
Stadens huvudtorg (Zócalo) med paviljongen.
Centralt.
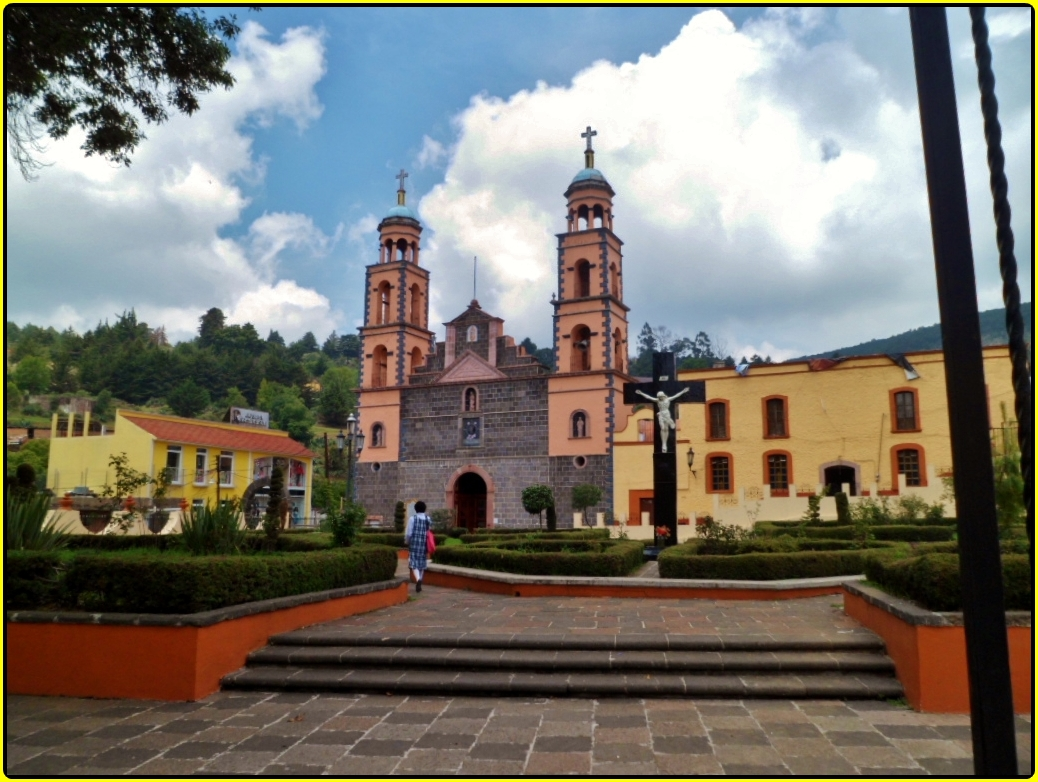
Kyrkan Santa María de Guadalupe.
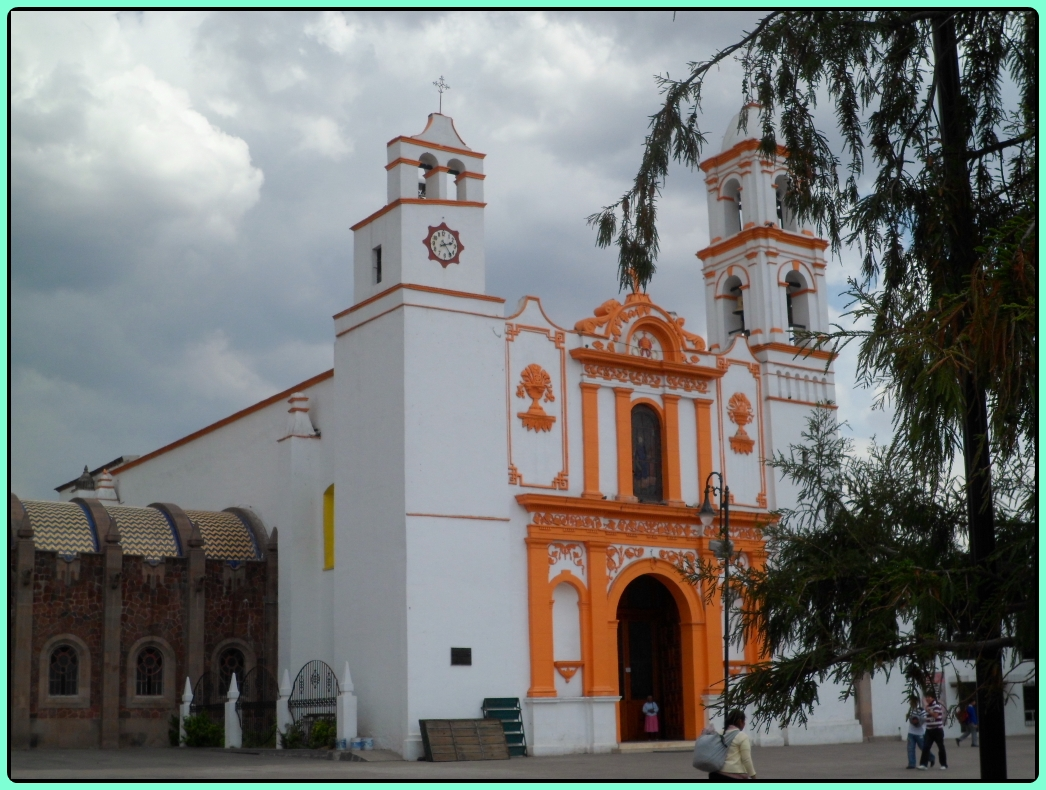
En annan kyrka, Nuesta Señora de Guadalupe.